# Аспарагиновая кислота
Сюда перенаправляется запрос Аспартат. Не следует путать с Аспартамом — пищевым подсластителем и Аспаркамом — лекарственным препаратом.
Аспарагиновая кислота (аминоянтарная кислота, аспартат, аминобутандиовая кислота, 2-аминобутандиовая кислота, сокр.: Asp, D) — алифатическая заменимая аминокислота, одна из 20 протеиногенных аминокислот организма. Встречается во всех организмах в свободном виде и в составе белков. Кроме того, выполняет роль нейромедиатора в центральной нервной системе.

## Получение аспартата
Биосинтез осуществляется в результате изомеризации треонина в гомосерин с последующим его окислением или в результате гидролиза аспарагина. Выделяют аспартат из белковых гидролизатов. Аспарагиновую кислоту получают конденсацией ацетаминомалонового эфира с эфиром хлоруксусной кислоты с последующим гидролизом и декарбоксилированием продуктов конденсации или кислотным гидролизом аспарагина. Методы выделения и анализа аспарагиновой кислоты основаны на нерастворимости её кальциевых и бариевых солей.

## Физиологическая роль
Аспарагиновая кислота:
- присутствует в организме в составе белков и в свободном виде;
- играет важную роль в обмене азотистых веществ;
- участвует в образовании пиримидиновых оснований и мочевины.

Аспарагиновая кислота и аспарагин являются критически важными для роста и размножения лейкозных клеток при некоторых видах лимфолейкоза. Фермент микробного происхождения L-аспарагиназа, нарушающий превращение аспарагиновой кислоты в аспарагин и наоборот, оказывает сильное специфическое цитостатическое действие при этих видах лейкозов.

## Применение
Сама кислота и её соли используются как компоненты лекарственных средств. Например, препарат аспаркам, содержащий аспарагинаты калия и магния, применяется в терапии сердечно-сосудистых расстройств.